# 日日好狗日
是2024年上映的韩国多段式喜剧片，翻拍自2018年的美国电影《與狗狗一起生活》，由《那才是我的世界》《仁川登陸戰》等多部电影的副导演金德敏执导，尹汝贞、柳海真、金伦珍、郑成华、金瑞亨、丹尼尔·海尼、李玹雨、陳俊翔及尹採䛔主演。影片通过成功的建筑师和MZ世代外卖骑手、单身男女和新手父母，讲述不管一个人或是在一起都感到孤独的人们，遇到了特别的挚友后每一天都变得不同的让人艳羡的人生故事。

## 演员阵容
- 尹汝貞 饰演 敏书[10]

世界级建筑家，性格刻薄且无法接受尖锐的忠告，但对她唯一的家人「万达」却无比亲切。
- 柳海真 饰演 民相[11]

平凡的上班族，虽珍惜用凿子搭建的建筑，但每天为职场上的各种碰撞忙得不可开交。他是一个计划型的单身汉，一旦发生脱离自己计划的事情就会变得非常敏感，但内心又比任何人都更有人情味。
- 金倫珍 饰演 贞雅[7][12]

对所有事情感到陌生和困难的新手母亲，与丈夫通过领养迎来期盼已久的女儿，她虽然还很生疏，但对孩子是真心的。
- 郑成华 饰演 善勇[12]

贞雅的丈夫，一个新手父亲，性格愉快、亲切、洒脱。
- 金瑞亨 饰演 真英[11][13]

真心对待伴侣犬、充满正义感的兽医，只要是关于动物的事情就挺身而出。她在民相拥有的建筑里经营一家动物医院，经常因各种琐事与民相发生争吵。
- 丹尼尔·海尼 饰演 丹尼尔[14]

他自称是「String」的爸爸，为了探望前女友的宠物狗而找到玹。
- 李玹雨 饰演 賢[7]

女友远走高飞后，暂时照顾留下的伴侣犬「String」的吉他手。
- 陳俊翔 饰演 振宇[7]

每天全力奔跑做着各种外卖兼职的MZ世代青年。
- 尹採䛔 饰演 智宥[12]

贞雅与善勇领养的女儿。
- 柳慧林 饰演 护士
- 尹敦善 饰演 朴常务
- 朴恩硕 饰演 金次长
- 都容九 饰演 大荣会长
- 陈勇旭 饰演 金司机
- 朴利媛 饰演 贝斯手
- 赵汉俊 饰演 鼓手
- 李东勇 饰演 咖啡厅老板
- 尹永均 饰演 汝贞的弟子
- 南正宇 饰演 警察
- 尹宗仁 饰演 练习室老板
- 金铉 饰演 烤肉店老板[15]
- 金高銀 饰演 秀晶（特别出演）[16][17]

玹的女友、丹尼尔的前女友。
- 朴仁煥 饰演 敏书的丈夫（特别出演）

## 制作

### 发展
主演之一的金倫珍担任该片共同制片，她自认更适合企划的头衔，2019年她在飞机上看完原作《與狗狗一起生活》后印象深刻，便要求她在美国的经纪公司联系购买原作的版权，之后她以全额的10%获得了购买原作版权的权利。

### 选角
2021年9月，媒体报道金宣虎、尹汝貞、金倫珍出演导演金德民（김덕민）的处女作《Dog Days》（도그데이즈），该片是一部讲述各种各样的人与宠物一起成长的多段式電影，预计该年12月末或2022年1月初开拍。同年10月，金宣虎爆出私生活争议，因出演该片的其他演员无法延期拍摄，制片商决定更换演员。此后，媒体分别报道陳俊翔、金瑞亨参演该片。柳海真于同年11月首先确认参演。12月中旬，正式宣布柳海真、尹汝贞、金伦珍、郑成华、金瑞亨、李玹雨及陳俊翔参演，其中李玹雨顶替出演金宣虎此前获得提案的角色。同月，朴利媛、尹敦善确认参演。

### 拍摄
主体拍摄于2021年12月底开始进行，2022年3月31日杀青。

### 损益平衡点
据媒体报道，该片损益平衡点约为200万观影人次。

## 发行
2024年1月2日发布首款预告片，宣布定于2月7日在韩国上映；同年入选第26届上海国际电影节“多元视角”单元并进行展映。

### 评价
韩国电影周刊《Cine21》共有3位影评人为该片打分，均分5.33/10分。

### 票房
在韩国上映首周获得约19万观影人次的票房成绩，在同一天上映的电影中排名第一。